# Olli Hauenstein
Pour les articles homonymes, voir Hauenstein.
Olli Hauenstein, né en 1953 à Zurich, est un clown suisse.

## Biographie
Après ses études, il suit, en 1972, une formation de mime au Teatro Studio Di Roma suivie d'une année à l'école de théâtre et de cirque de Budapest où il apprend le jeu d'acteur, le mime, la danse, l'acrobatie et la musique.
En 1979, il lance avec sa partenaire Illi un duo appelé Illi&Olli qui sera engagé pour une tournée en Europe, au Canada ainsi qu'au Japon, puis avec les cirques Knie et cirque Roncalli.
À partir de 1992, il se lance dans une carrière en solo. Une série de représentations dans un tournée incluant Paris, Vienne, Barcelone et Tokyo précède deux récompenses majeures. En effet, en 1998, il obtient le premier prix au festival Clown Planet International qui se tient à Riga. L'année suivante, il remporte un Golden Nose Award au festival de clown de Copenhague.

## Publications
- (de) Navigo Hauenstein et Olli Hauenstein, Das Kind im Manne (ISBN 978-3-89082-624-0 et 3-89082-624-5)

## Sources
- (de) Cet article est partiellement ou en totalité issu de l’article de Wikipédia en allemand intitulé « Olli Hauenstein » (voir la liste des auteurs).